# Arcadio María Larraona Saralegui
Arcadio María Larraona Saralegui, C.M.F. (13 de novembro de 1887 - 7 de maio de 1973) foi um cardeal espanhol da Igreja Católica. Ele serviu como Prefeito da Sagrada Congregação dos Ritos de 1962 a 1968, e foi elevado ao cardinalato em 1959.

## Biografia
Larraona Saralegui nasceu em Oteiza de la Solana, Navarra, para Patricio Larraona e sua esposa Bartolina Saralegui. Ele foi o segundo de cinco filhos, seus irmãos foram nomeados Luis, Digna, Amparito (que morreu na infância) e Amparo. Entrando na Congregação dos Missionários Filhos do Imaculado Coração de Maria em 1899, Larraona Saralegui recebeu seu hábito em 28 de julho de 1902, e professou seus votos finais em 8 de dezembro de 1903. Depois de freqüentar a Universidade de Lleida, foi ordenado ao sacerdócio por Arcebispo Juan Soldevilla y Romeroem 10 de junho de 1911. Larraona Saralegui partiu para Roma em 24 de outubro para estudar no Pontifício Ateneu Romano S. Apolinário (de onde obteve seu doutorado em direito civil e canônico) e na Universidade de Roma.
Na sua alma mater do Pontifício Ateneu Romano S. Apoillinare, tornou-se Professor de Instituições e História do Direito Civil em 1919, e depois serviu como Professor de Direito Romano por quarenta anos. Dentro dos claretianos, ocupou os cargos de conselheiro da província italiana, visitante da Alemanha e assistente geral da Itália, Europa Central e China. Foi nomeado consultor, na Cúria Romana, da Sagrada Congregação das Igrejas Orientais em 8 de outubro de 1929 e da Sagrada Congregação dos Religiosos em 3 de dezembro do mesmo ano.
Foi nomeado subsecretário (27 de novembro de 1943) e depois secretário (11 de dezembro de 1949) da Congregação dos Religiosos. Antes de nomeá-lo como Penitenciária Maior em 13 de agosto de 1961, o Papa João XXIII criou-o Cardeal-Diácono de SS. Biagio e Carlo ai Catinari no consistório de 14 de dezembro de 1959. Ele tornou-se assim o primeiro membro claretiano do Colégio dos Cardeais; ele exigiu a permissão de sua ordem para trocar seu hábito marrom por mantos escarlates, desde que fossem feitos de lã.  Em 12 de fevereiro de 1962, o cardeal Larraona Saralegui foi promovido a prefeito da Sagrada Congregação dos Ritos e, em preparação do Concílio Vaticano II, Presidente da Pontifícia Comissão da Sagrada Liturgia.
O Cardeal Larraona Saralegui foi nomeado Arcebispo Titular de Diocesaréia em Isauria em 5 de abril de 1962 e recebeu sua consagração episcopal em 19 de abril do Papa João, com os cardeais Giuseppe Pizzardo e Benedetto Aloisi Masella servindo como co-consagradores na Basílica de Latrão. Ele renunciou ao cargo de Arcebispo Titular, em 20 de abril do mesmo ano. Atendendo às quatro sessões do Concílio Vaticano II, ele serviu como cardeal eleitor no conclave papal de 1963 que selecionou o papa Paulo VI.. Larraona Saralegui, que tinha adquirido a reputação de ser severamente conservador, foi Cardeal Protodeacon, ou o mais antigo Cardeal-Diácono, de 26 de junho de 1967 a 28 de abril de 1969. Ele renunciou como Prefeito de Ritos em 9 de janeiro de 1968 e mais tarde exerceu seu direito como um cardeal-diácono de dez anos para se tornar um cardeal-sacerdote (recebendo o título de S. Cuore di Maria no consistório de 28 de abril de 1969).
O cardeal Larraona Saralegui morreu às 10h10 da manhã, depois de uma infecção bronco- pulmonar de seis dias na sede romana dos claretianos, aos 85 anos. Ele está enterrado na capela de S. Giuseppe, na basílica de Sacro Cuore di Maria. sua vontade.

## Curiosidades
- Ele participou da preparação do Código de Direito Canônico de 1917.
- Enquanto sacerdote, também lecionou na Pontifícia Universidade Urbaniana e na "Scuola Pratica" da Sagrada Congregação dos Religiosos.
- Larraona Saralegui preparou a lei particular de sua congregação em seu capítulo geral em 1922.
- Colaborou na preparação das constituições apostólicas "Provida Mater Ecclesia" de 2 de fevereiro de 1947; "Sponsa Christi" de 21 de novembro de 1950; e "Sedes Sapientiæ de 31 de maio de 1956.
- Antes de morrer, recebeu uma bênção papal.
- Durante a exposição de seu corpo na capela de Collegio Claretianum, na Via Aurélia, os visitantes incluíram o papa, numerosos cardeais e oficiais da Cúria, diplomatas da Santa Sé e muitos sacerdotes e religiosos espanhóis.
- Uma rua em Pamplona, a capital de Navarra, leva o nome dele.